# 19419 Pinkham
19419 Pinkham è un asteroide della fascia principale. Scoperto nel 1998, presenta un'orbita caratterizzata da un semiasse maggiore pari a 2,3051576 UA e da un'eccentricità di 0,1041009, inclinata di 7,82615° rispetto all'eclittica.